# Bira (futbolista)
Ubirajara Veiga da Silva, conocido deportivamente como Bira, (Porto Alegre, 2 de febrero de 1955 - 23 de marzo de 2021) fue un futbolista y entrenador brasileño, que jugaba de delantero y que militó mayoritariamente, en diversos clubes de Brasil y en uno de Perú (único país donde jugó en el extranjero y donde salió campeón). Se caracterizaba por su potente pegada, en pelota en movimiento o parada.
En su etapa como entrenador, dirigió a diversos equipos como Ferroviario, Oeste, Portuguesa, CSA, Taquaritinga, Olimpia de Paraguay, Pakhtakor, Selección de Uzbekistán, CRB, Sergipe, Santa Rita, Clube do Regatas, Vitória da Conquista y Destroyers de Bolivia, su último equipo entrenado en 2017.
Bira falleció el martes 23 de marzo de 2021 en Brasil a causa de la COVID-19, luego de estar internado dos semanas antes.

## Clubes
| Club                    | País   | Año         |
| ----------------------- | ------ | ----------- |
| Novo Hamburgo           | Brasil | 1974 - 1977 |
| Clube do Remo           | Brasil | 1977 - 1979 |
| Votuporanguense         | Brasil | 1980        |
| Caixas                  | Brasil | 1981 - 1982 |
| Universitario           | Perú   | 1982 - 1983 |
| Palmeiras               | Brasil | 1983        |
| Tanabi EC               | Brasil | 1984 - 1985 |
| Brasil de Pelotas       | Brasil | 1985        |
| Taquaritinga            | Brasil | 1986        |
| Independente de Limeira | Brasil | 1987        |
| Tanabi EC               | Brasil | 1988        |

## Palmarés
| Título                    | Club                      | País | Año  |
| ------------------------- | ------------------------- | ---- | ---- |
| Primera División del Perú | Universitario de Deportes | Perú | 1982 |